# شبکه روسی
شبکه روسی (به انگلیسی: Russian Grids) شرکت برق و مهندسی قدرت روسیه است، که مالک شبکه گسترده توزیع برق در سرتاسر کشور روسیه می‌باشد.
این شبکه خود از ۲ بخش عمده تشکیل شده است، که شامل: شبکه توزیع برق منطقه‌ای، که توسط شرکت تابعه آردی‌جی‌سی هلدینگ؛ که خود از ۵ شرکت تشکیل شده مدیریت می‌شود و شبکه توزیع برق بین‌شهری، که توسط ۱۱ شرکت تابعه تحت نام؛ آی‌دی‌جی‌سی هلدینگ اداره می‌شود.
این شرکت در مجموع مالک ۹۷ شرکت تابعه و زیرمجموعه می‌باشد، که تمامی ۶۹ استان و منطقه واقع در فدراسیون روسیه را تحت پوشش قرار می‌دهد. بخشی از سهام شرکت شبکه روسی در بازار بورس مسکو معامله می‌شود.